# دنيس ميرفي (كاتب سيناريو)
دنيس ميرفي (بالإنجليزية: Dennis Murphy)‏ (27 أغسطس 1932 - 6 أكتوبر 2005)؛ كاتب سيناريو وروائي أمريكي.

## روابط خارجية
- دنيس ميرفي على موقع IMDb (الإنجليزية)
- دنيس ميرفي على موقع أول موفي (الإنجليزية)
- دنيس ميرفي على موقع قاعدة بيانات الأفلام السويدية (السويدية)
- دنيس ميرفي على موقع قاعدة بيانات الفيلم (الإنجليزية)
- دنيس ميرفي على موقع كينوبويسك (الروسية)